# خوسيه ماريا أغيري غونزالو
خوسيه ماريا أغيري غونزالو (بالإسبانية: José María Aguirre Gonzalo)‏ هو مصرفي ورائد أعمال إسباني، ولد في 12 أغسطس 1897 في سان سيباستيان في إسبانيا، وتوفي في 7 أبريل 1988 في مدريد في إسبانيا.